# Stenalcidia pallida
Stenalcidia pallida är en fjärilsart som beskrevs av Paul Dognin 1918. Stenalcidia pallida ingår i släktet Stenalcidia och familjen mätare. Inga underarter finns listade i Catalogue of Life.